# Henriëtte Pimentel
Henriëtte Henriquez Pimentel (Ámsterdam, 17 de abril de 1876-Auschwitz, 17 de septiembre de 1943) fue una maestra y enfermera holandesa que durante la Segunda Guerra Mundial dirigió una guardería en Ámsterdam que cuidaba niños pequeños mientras sus padres estaban ocupados de otra manera. Junto con Walter Süskind y Johan van Hulst , alrededor de octubre de 1942 ayudó a salvar las vidas de cientos de niños judíos metiéndolos a escondidas en los hogares de las familias de acogida solidarias. Después de ser arrestada por los nazis en abril de 1943, ella murió en el campo de concentración de Auschwitz el siguiente septiembre.

## Biografía
Nacida en Ámsterdam el 17 de abril de 1876, Henriëtte Henriquez Pimentel era la hija más joven del cortador de diamantes Nathan Henriquez Pimentel y Rachel Oppenheimer. Junto con sus siete hermanos, ella se crio en una familia judía-portuguesa acomodada. Después de seguir un curso de capacitación de docentes, en la década de 1920 trabajó como institutriz y maestra de jardín de infantes en Bussum. Como también se había formado como enfermera, en 1926 fue nombrada directora de Vereeniging Zuigelingen-Inrichting en Kindertehuis (Instituto de guardería y jardín de infantes) en Ámsterdam. Fundado con el apoyo de un legado judío, era un establecimiento moderno grande y bien equipado en el Plantage Middenlaan que albergaba hasta un centenar de bebés y niños pequeños que eran cuidados por un equipo de personal principalmente judío. 
En 1941, como resultado de la ocupación alemana, Pimentel se vio obligada a despedir a sus colegas no judíos. En otoño de 1942, la guardería se había convertido en un albergue para niños judíos cuyos padres fueron llevados a Hollandsche Schouwburg, al otro lado de la calle. Una vez que el lugar, se había convertido en un centro para judíos programados para la deportación al campo de tránsito de Westerbork.
Los niños en la guardería también iban a ser enviados a Westerbork. En colaboración con Walter Süskind en el Consejo Judío y Johan van Hulst, que dirigía la facultad de capacitación de docentes vecinos, Pimentel hizo los arreglos para que el mayor número de personas fuera sacado de contrabando a familias dispuestas a cuidarlas, algunas tan lejanas como Frisia o Limburgo. Durante varios meses, el plan no fue detectado ya que los nombres de los niños fueron eliminados de los horarios de transporte. Algunos de ellos fueron alojados temporalmente en la facultad de formación de profesores, mientras que otros fueron atendidos por grupos de estudiantes u otras células de resistencia. Algunas fuentes estiman que hasta mil se salvaron de esta manera, otras que alrededor de 500, pero la gran mayoría continuó siendo deportada. La operación recibió el nombre en código "NV", abreviatura de Naamloze Vennootschap, que significa "sociedad anónima".
Los alemanes llegaron a la guardería el 23 de julio de 1943, eliminando a todos los niños restantes y todo el personal. Pimentel fue enviado primero a Westerbork, luego a Auschwitz, donde murió alrededor del 17 de septiembre de 1943.